# Paul Letondal
Paul Letondal (* 25. Januar 1831 in Montbenoît, Frankreich; † 24. Juli 1894 in Montreal) war ein kanadischer Organist, Pianist, Cellist, Komponist und Musikpädagoge französischer Herkunft.

## Leben
Letondal, der in früher Kindheit erblindet war, studierte am Institut des jeunes aveugles in Paris Klavier bei Friedrich Kalkbrenner oder einem seiner Schüler. Ab 1852 lebte er in Montreal, wo er am Collège Sainte-Marie unterrichtete und bis 1869 Organist an der Chapelle du Gesù war. Bei einem Konzert in der Bonsecours Hall spielte er 1854 Kompositionen Auguste-Joseph Franchommes und eigene Kompositionen sowohl auf dem Cello als auch auf dem Klavier. 
Gemeinsam mit Rosalie Euvrard organisierte er ab 1876 den Musikunterricht am Institut Nazareth. Er war Gründungsmitglied und 1882–83 und 1888–89 Präsident der Académie de musique du Québec (AMQ) und auch Gründungsmitglied und Direktor der Revue canadienne. Beteiligt war er am Unternehmen Letondal & Cie, das französische Klaviere nach Kanada importierte.
Zu den zahlreichen Schülern Letondals zählten Denise Rapin, Édouard Clarke, Euphémie Coderre, Dominique Ducharme, Joseph-A. Fowler, Gustave Gagnon, Calixa Lavallée, Clarence Lucas, Salomon Mazurette, Charles-Marie Panneton, Marie Regnault, Moïse und Joseph Saucier, Marguerite Sym, Eugénie Tessier und Antoinette Wilscam. Seit 1860 war er mit Élisabeth Gagnon, einer Schwester von Gustave und Ernest Gagnon, verheiratet. Auch sein Sohn Arthur Letondal wurde Pianist und Organist, sein Enkel Henri Letondal war Schauspieler, Regisseur und Cellist.
In Québec wurde 1985 die Rue Paul-Letondal nach ihm benannt.